# Thomas Westfield
Thomas Westfield (Ely, 1573 – 25 giugno 1644) è stato un religioso e teologo inglese. Di fede calvinista, partecipò all'assemblea di Westminster e fu vescovo anglicano della diocesi di Bristol.

## Biografia
Nato nella parrocchia di St. Mary, Ely, Cambridgeshire, dopo aver frequentato le scuole locali, nel 1589 si iscrisse al Jesus College di Cambridge, dove ottenne il bachelor of arts nel 1593 ed il Master of arts nel 1596. Tra il 1600 ed il 1605 fu rettore della parrocchia di South Somercotes, (Lincolnshire) e vicario di Barton (Cambridgeshire), sebbene abbia trascorso gran parte della sua carriera ecclesiastica a Londra. 

Dopo aver assistito il vescovo Nicholas Felton nella chiesa londinese di St Mary-le-Bow, divenne rettore della chiesa di St Bartholomew-the-Great, il 18 dicembre 1605. 

Dal 1631 al 1632 fu il primo rettore del Sion College, una istituzione caritatevole londinese, e il 14 novembre 1631 fu prescelto dall'arcivescovo William Laud come arcidiacono della Cattedrale di St Albans. All'interno delle dispute religiose dell'epoca mantenne sempre un profilo moderato, guadagnandosi la fiducia e la stima di tutte le fazioni. 
Nel maggio 1640 diede il suo sostegno contro la prosecuzione della convocazione dello Short Parliament a seguito della sua dissoluzione, ed il 6 agosto 1640 si unì ad un gruppo di religiosi londinesi che firmarono una petizione contro il cosiddetto et cetera oath. 
Nel marzo 1641 fu nominato all'interno di un gruppo di religiosi che avevano il compito di assistere la House of Commons in questioni di riforma religiosa, ma rivelò ben presto pubblicamente il suo conformismo nei confronti della Chiesa anglicana quando, in un sermone tenuto a St. Paul il 14 novembre, difese il sistema episcopale elogiando il vescovo di Ely, John Buckeridge ed altri vescovi della Chiesa d'Inghilterra, le cui opere contro il papismo non meritavano lo scorno dei libelli settari. 
Costretto a rifugiarsi ad Oxford per sfuggire alle rappresaglie scatenate dalle sue affermazioni, si trovò a recitare un sermone al cospetto di Carlo I d'Inghilterra, suscitando l'ammirazione del vescovo anglicano di Londra, John King. 

Il 26 aprile 1642 fu consacrato vescovo anglicano di Bristol, nonostante ciò, fu convocato come membro dell'assemblea di Westminster dai sostenitori del Parlamento inglese contro il re, e gli venne concesso di fare ritorno a Londra nel 1643. 
Il 13 maggio il Parlamento manifestò la sua benevolenza nei confronti di Westfield, difendendo i suoi interessi, su segnalazione di Sir Robert Rich, II conte di Holland, intimando ai tenutari delle sue proprietà ecclesiastiche di pagare le rendite dovute che avevano cessato di pagare. 
Westfield fu l'unico vescovo anglicano a presiedere alla prima sessione dell'Assemblea di Westminster il 1º luglio 1643, ma fu quella l'unica occasione in cui partecipò di persona alle sedute dell'Assemblea. 

Westfield morì il 28 giugno 1644 e venne sepolto, come era suo desiderio, nella cattedrale di Bristol al fianco del suo primo vescovo, l'agostiniano Paul Bush.